# Liste der Kulturdenkmäler in Annweiler am Trifels
In der Liste der Kulturdenkmäler in Annweiler am Trifels sind alle Kulturdenkmäler der rheinland-pfälzischen Stadt Annweiler am Trifels einschließlich der Stadtteile Bindersbach, Sarnstall, Gräfenhausen und Queichhambach aufgeführt. Grundlage ist die Denkmalliste des Landes Rheinland-Pfalz (Stand: 14. August 2023).

## Annweiler

### Denkmalzonen
| Bezeichnung                    | Lage | Baujahr                 | Beschreibung | Bild                           |
| ------------------------------ | --- | ----------------------- | --- | ------------------------------ |
| Denkmalzone Altstadt           | Altenstraße 1–37, Am Storchentor 1–8, An den Bächen 1, Apothekergasse 1–5, Diakonissengasse 1 und 2, Flitschberg 3–31 (ohne Nr. 19), Gerbergasse 1–27, Hauptstraße 1–41 (ungerade Nummern) und 2–50 (gerade Nummern), Im Zwinger 1, Kirchgasse 2–12 und 14, Klostergasse 1 und 2, Korngasse 2–8, Mühlgasse 1–10, Prangertshof 1–12, Quodgasse 1–32, Römergasse 1–5, Saarlandstraße 2 und 6, Schipkapass 1–7, Schneidergasse 1–4, Spitalstraße 1–21 (ohne Nr. 8), Wassergasse 1–17, Zweibrücker Straße 2, 4 und 6, Zwerchgasse 1 und 3 Lage | 15. bis 20. Jahrhundert | Bereich innerhalb des Berings der mittelalterlichen Stadtmauer, ausschließlich des Geländes des Kreiskrankenhauses im Südwesten und zuzüglich kleiner, spätestens im 18. Jahrhundert bebauter Vorstadtbereiche; neben Fachwerkhäusern seit der Renaissance bemerkenswert die malerischen Straßenbilder im Gerberviertel sowie der historisierende Wiederaufbau der frühen 1950er Jahre in der Stadtmitte (Rathaus, protestantische Kirche, Rathausplatz), 15. bis 20. Jahrhundert | Fotos hochladen                |
| Denkmalzone Jüdischer Friedhof | Industriestraße Lage | vor 1662                | wohl vor 1662 angelegt, 1840 erweitert; 211 Grabsteine im alten, 316 im neuen Teil | weitere Bilder Fotos hochladen |
| Denkmalzone Burg Trifels       | südöstlich der Stadt auf dem Sonnenberg Lage | vor 1081                | 1081 erwähnt, später staufische Reichsburg, im 12. und 13. Jahrhundert Aufbewahrungsort der Reichskleinodien, ab 1635 als Steinbruch genutzt, 1938–50 Wiederaufbau durch Rudolf Esterer; einheitliche Gruppe aus Bergfried und Palas (Buckelquader), gewölbte Burgkapelle, Ringmauer im 16. Jahrhundert erneuert, am Rande Brunnenturm; Vorburg mit Torhaus von 1569 | weitere Bilder Fotos hochladen |

### Einzeldenkmäler
| Bezeichnung                       | Lage                                                 | Baujahr                              | Beschreibung | Bild                           |
| --------------------------------- | ---------------------------------------------------- | ------------------------------------ | --- | ------------------------------ |
| Wohn- und Geschäftshaus           | Altenstraße 6 Lage                                   | 1634                                 | Wohn- und Geschäftshaus; dreigeschossiger Fachwerkbau, teilweise massiv, bezeichnet 1634 | Fotos hochladen                |
| Gasthaus Gäßböck                  | Altenstraße 10 Lage                                  | um 1600                              | im Wesentlichen barocker Fachwerkbau, teilweise massiv, Mansarddach, im Kern angeblich um 1600 | Fotos hochladen                |
| Wohn- und Geschäftshaus           | Altenstraße 11 Lage                                  | um 1600                              | Wohn- und Geschäftshaus; dreigeschossiger Fachwerkbau, teilweise massiv, um 1600 | Fotos hochladen                |
| Gasthaus Storchentor              | Altenstraße 18 Lage                                  | 1728                                 | dreigeschossiger barocker Fachwerkbau, teilweise massiv, bezeichnet 1728, im Kern eventuell um 1600 | Fotos hochladen                |
| Stadtbefestigung                  | Am Storchentor, Quodgasse, Im Zwinger Lage           | 15. Jahrhundert                      | Reste der mittelalterlichen Stadtmauer, 15. Jahrhundert | Fotos hochladen                |
| Villa                             | Bahnhofstraße 6 Lage                                 | um 1880/90                           | gründerzeitliche Walmdach-Villa, um 1880/90 | Fotos hochladen                |
| Post                              | Bahnhofstraße 13 Lage                                | 1931                                 | dreigeschossiger Rotsandsteinquaderbau mit Fensterbändern, 1931 | Fotos hochladen                |
| Bahnhof Annweiler am Trifels      | Bahnhofstraße 17 Lage                                | um 1870/80                           | spätklassizistisches Empfangsgebäude, um 1870/80 | weitere Bilder Fotos hochladen |
| Mühle                             | Bürgermeister-Stöcklein-Straße 2/4 Lage              | 17. Jahrhundert                      | ehemalige Mühle, im Kern wohl aus dem 17. Jahrhundert; spätbarocker Walmdachbau, wohl aus dem dritten Drittel des 18. Jahrhunderts                                                                                          | Fotos hochladen                |
| Katholisches Gemeindehaus         | Elisabethenstraße 2 Lage                             | 1920er Jahre                         | Walmdachbau, expressionistische Motive, 1920er Jahre | Fotos hochladen                |
| Portal                            | Flitschberg, an Nr. 2 Lage                           | 1822                                 | klassizistisches Oberlichtportal, bezeichnet 1822 | Fotos hochladen                |
| Wohnhaus                          | Flitschberg 3 Lage                                   | um 1600                              | dreigeschossiges Fachwerkwohnhaus, teilweise massiv, um 1600 | Fotos hochladen                |
| Wohnhaus                          | Gerbergasse 1 Lage                                   | 17. Jahrhundert                      | Wohnhaus, dreigeschossiger Fachwerkbau, teilweise massiv, bezeichnet 1783, erste Obergeschoss wohl aus dem 17. Jahrhundert                                                                                                  | Fotos hochladen                |
| Wohnhaus                          | Gerbergasse 19 Lage                                  | 17. oder 18. Jahrhundert             | barockes Fachwerkwohnhaus, teilweise massiv, verputzt, Krüppelwalmdach, 17. oder 18. Jahrhundert | Fotos hochladen                |
| Wohnhaus                          | Gerbergasse 23 Lage                                  | 17. Jahrhundert                      | barockes Fachwerkhaus, teilweise massiv, bezeichnet 1829 (Bild), im Kern wohl aus dem 17. Jahrhundert | Fotos hochladen                |
| Stadtmühle                        | Hauptstraße 6 Lage                                   | 19. und 20. Jahrhundert              | ehemalige Stadtmühle; mit technischen und wasserbaulichen Anlagen, 19. und 20. Jahrhundert | weitere Bilder Fotos hochladen |
| Treppenturm                       | Hauptstraße, an Nr. 7 Lage                           | 16. oder 17. Jahrhundert             | polygonaler Renaissance-Treppenturm, im Kern aus dem 16. oder 17. Jahrhundert; Wappenstein, bezeichnet 1723 (Bild) | Fotos hochladen                |
| Rathaus                           | Hauptstraße 20 Lage                                  | 1950/51                              | dreigeschossiger Walmdachbau, klassizierender Heimatstil, bezeichnet 1950–51; Skulptur Kaiser Friedrich II., Bildhauer Otto Rumpf (Bild); im Saal Gemäldezyklus von Adolf Kessler, Godramstein, 1952/53                     | weitere Bilder Fotos hochladen |
| Brunnen                           | Hauptstraße, bei Nr. 20 Lage                         | 1937                                 | Laufbrunnen, Sandstein, bezeichnet 1937 | Fotos hochladen                |
| Fenstererker                      | Hauptstraße, an Nr. 25 Lage                          | 17. Jahrhundert                      | Fenstererker, 17. Jahrhundert | Fotos hochladen                |
| Torbogen                          | Hauptstraße, an Nr. 32 Lage                          | 1595                                 | Renaissance-Torbogen, bezeichnet 1595 | Fotos hochladen                |
| Wohn- und Geschäftshaus           | Hauptstraße 33 Lage                                  | um 1600                              | Wohn- und Geschäftshaus; dreigeschossiger Fachwerkbau, um 1600 | Fotos hochladen                |
| Wohn- und Geschäftshaus           | Hauptstraße 51 Lage                                  | 1781                                 | spätbarocker Krüppelwalmdachbau, bezeichnet 1781; rückwärtig Gerbhaus, Sandsteinquaderbau, um 1900 | Fotos hochladen                |
| Wohnhaus                          | Im Zwinger 1 Lage                                    | 18. oder Anfang des 19. Jahrhunderts | eingeschossiges Wohnhaus, teilweise Fachwerk, 18. oder Anfang des 19. Jahrhunderts, auf spätmittelalterlichem Stadtmauerrest, Turmrest                                                                                      | Fotos hochladen                |
| Protestantische Pfarrhaus         | Kirchgasse 3 Lage                                    | 1719                                 | ehemaliges protestantische Pfarrhaus II; dreigeschossiger barocker Fachwerkbau, teilweise massiv, angeblich bezeichnet 1712                                                                                                 | Fotos hochladen                |
| Protestantische Pfarrkirche       | Kirchgasse 7 Lage                                    | 1950/51                              | frühgotischer, 1753 aufgestockter Turm, barockisierender Saalbau, 1950/51 | weitere Bilder Fotos hochladen |
| Inschrifttafel                    | Kirchgasse, an Nr. 9 Lage                            | 1763                                 | Steintafel mit Bauinschrift, bezeichnet 1763 | Fotos hochladen                |
| Hohenstaufensaal                  | Landauer Straße 1 Lage                               | 1937                                 | Hohenstaufensaal, Saalbau mit Walmdach, 1937, Architekten H. Schmitt und P. Blaumer, Ludwigshafen; darin Gemäldezyklus von Adolf Kessler, Godramstein, 1937                                                                 | Fotos hochladen                |
| Wohnhaus                          | Landauer Straße 47 Lage                              | 1784                                 | Wohnhaus der ehemaligen Mühle Kajser bzw. Kuhn; spätbarocker Krüppelwalmdachbau, bezeichnet 1784 (Bild) | Fotos hochladen                |
| Wohnhaus                          | Prangertshof 8 Lage                                  | 17. Jahrhundert                      | barockes Fachwerkhaus, teilweise massiv, bezeichnet 1786, im Kern aus dem 17. Jahrhundert | Fotos hochladen                |
| Museum unterm Trifels             | Quodgasse 30–34 Lage                                 | 17. und 18. Jahrhundert              | zwei ehemalige Fachwerkwohnhäuser, im Kern aus dem 17. und 18. Jahrhundert sowie ein ehemaliges Gerbhaus, alle teilweise massiv, Umbau im 19. und 20. Jahrhundert                                                           | Fotos hochladen                |
| Wohnhaus                          | Saarlandstraße 6 Lage                                | um 1905                              | Wohnhaus, villenartiger Mansarddachbau, barockisierender Jugendstil, um 1905 | Fotos hochladen                |
| Katholische Pfarrkirche St. Josef | Saarlandstraße 7 Lage                                | 1866–68                              | neugotischer Saalbau, Rotsandstein, 1866–68 | weitere Bilder Fotos hochladen |
| Villa                             | Saarlandstraße 10 Lage                               | 1906                                 | Villa, historisierender Heimatstil, Jugendstileinfluss, 1906 | Fotos hochladen                |
| Wohnhaus                          | Saarlandstraße 11 Lage                               | 1900                                 | eineinhalbgeschossiges villenartiges spätgründerzeitliches Wohnhaus, Ende des 19. Jahrhunderts | Fotos hochladen                |
| Wohnhaus                          | Saarlandstraße 12 Lage                               | um 1910                              | eingeschossiges, neuklassizistisch geprägtes Wohnhaus, Jugendstileinfluss, um 1910 | Fotos hochladen                |
| Amtsgericht und Gefängnis         | Saarlandstraße 13 Lage                               | 1901 bis 1921                        | ehemaliges Amtsgericht und Gefängnis, jetzt Stadtwerke; Dreiflügelanlage, 1901 bis 1921; Gerichtsgebäude und Gefängnisflügel mit Zwischentrakt, Gefängnishof, Funktionsgebäude und Einfriedungsmauer; bauliche Gesamtanlage | Fotos hochladen                |
| Verbandsgemeindeverwaltung        | Saarlandstraße 18 Lage                               | 1894/95                              | ehemaliges Rentamt (Inschrift), Finanzamt bzw. Katasteramt, jetzt Verbandsgemeindeverwaltung; stattlicher spätgründerzeitlicher Mansardwalmdachbau, 1895                                                                    | Fotos hochladen                |
| Wohnhaus                          | Saarlandstraße 20 Lage                               | um 1900                              | stattliches späthistoristisches Wohnhaus, um 1900 | Fotos hochladen                |
| Schulhaus                         | Schulstraße 9 Lage                                   | 1907                                 | ehemalige Volksschule; stattliche barockisierende Baugruppe, Rotsandsteinquader, Mansardwalm- bzw. Walmdach, 1907, Architekt O. Deines, München                                                                             | Fotos hochladen                |
| Wohnhaus                          | Spitalstraße 2 Lage                                  | 1767                                 | spätbarockes Fachwerkwohnhaus, teilweise massiv, angeblich bezeichnet 1767 | Fotos hochladen                |
| Wohnhaus                          | Spitalstraße 4 Lage                                  | 1781                                 | spätbarockes Fachwerkhaus, teilweise massiv, bezeichnet 1781 | Fotos hochladen                |
| Wohnhaus                          | Spitalstraße 6 Lage                                  | 18. Jahrhundert                      | barockes Fachwerkwohnhaus, teilweise massiv, 18. Jahrhundert, bezeichnet 1767 (Bild) | Fotos hochladen                |
| Gasthaus                          | Zweibrücker Straße 1 Lage                            | 18. Jahrhundert                      | Gasthaus, barocke Hofanlage; Fachwerkhaus, Krüppelwalmdach, bezeichnet 1800, im Kern aus dem 18. Jahrhundert | Fotos hochladen                |
| Wohn- und Geschäftshaus           | Zweibrücker Straße 2 Lage                            | 1869                                 | spätklassizistisches Wohn- und Geschäftshaus, 1869 | Fotos hochladen                |
| Wohn- und Geschäftshaus           | Zweibrücker Straße 6 Lage                            | 1746                                 | Wohn- und Geschäftshaus; barocker Fachwerkbau, teilweise massiv, angeblich bezeichnet 1746 | Fotos hochladen                |
| Protestantische Friedhofskapelle  | Zweibrücker Straße 28, auf dem Friedhof Lage         | vor 1429                             | ehemals Unserer Lieben Frau; kleiner spätgotischer Saalbau, vor 1429 | Fotos hochladen                |
| Kriegerdenkmäler                  | Zweibrücker Straße, bei Nr. 28 auf dem Friedhof Lage | um 1900 und nach 1945                | kleine Anlage mit Kriegerdenkmälern 1870/71 und 1939/45 (Bild), zweiarmige Treppenanlage | Fotos hochladen                |

## Bindersbach

### Einzeldenkmäler
| Bezeichnung     | Lage                           | Baujahr | Beschreibung                                                                | Bild                           |
| --------------- | ------------------------------ | ------- | --------------------------------------------------------------------------- | ------------------------------ |
| Wegekreuz       | Kurhausstraße, bei Nr. 10 Lage | 1845    | Wegekreuz, Fünfwundentypus, bezeichnet 1845                                 | Fotos hochladen                |
| Kurhaus Trifels | Kurhausstraße 25 Lage          | 1909–11 | zweiteiliger barockisierender Mansardwalmdachbau, Heimatstil, 1909 bis 1911 | weitere Bilder Fotos hochladen |

## Gräfenhausen

### Einzeldenkmäler
| Bezeichnung                            | Lage                            | Baujahr                   | Beschreibung                                                                                  | Bild            |
| -------------------------------------- | ------------------------------- | ------------------------- | --------------------------------------------------------------------------------------------- | --------------- |
| Schulhaus                              | Hahnenbachstraße 21 Lage        | um 1910                   | Schule; historisierender Walmdachbau, um 1910                                                 | Fotos hochladen |
| Hofanlage                              | Hügelstraße 6 Lage              | um 1800                   | Streckhof; spätbarockes Fachwerkhaus, wohl um 1800 (Bild)                                     | Fotos hochladen |
| Katholische Kapelle St. Johann Baptist | Waldstraße 5 Lage               | 1761/62                   | barocker Saalbau, 1761/62                                                                     | Fotos hochladen |
| Hofanlage                              | Waldstraße 22 Lage              | 1798                      | Hofanlage; Fachwerkwohnhaus, eingeschossiger spätbarocker Krüppelwalmdachbau, bezeichnet 1798 | Fotos hochladen |
| Türblatt                               | Waldstraße, an Nr. 28 Lage      | um 1792                   | Haustürblatt, um 1792                                                                         | Fotos hochladen |
| Gut Rothenhof                          | nördlich von Queichhambach Lage | um 1910                   | Walmdachbau, zurückhaltend neuklassizistische Formen, um 1910                                 | Fotos hochladen |
| Gut Waldeck                            | nördlich von Queichhambach Lage | Ende des 19. Jahrhunderts | villenartiges eingeschossiges barockisierendes Wohnhaus, Turm, Ende des 19. Jahrhunderts      | Fotos hochladen |

### Ehemalige Kulturdenkmäler
| Bezeichnung | Lage              | Baujahr                     | Beschreibung                                                                                        | Bild            |
| ----------- | ----------------- | --------------------------- | --------------------------------------------------------------------------------------------------- | --------------- |
| Wohnhaus    | Krummgasse 9 Lage | Anfang des 19. Jahrhunderts | Unterstallhaus, teilweise Fachwerk, wohl vom Anfang des 19. Jahrhunderts; aus Denkmalliste gelöscht | Fotos hochladen |

## Queichhambach

### Einzeldenkmäler
| Bezeichnung            | Lage                                              | Baujahr                           | Beschreibung                                                                                                 | Bild                           |
| ---------------------- | ------------------------------------------------- | --------------------------------- | --- | ------------------------------ |
| Hofanlage              | Queichtalstraße 6 Lage                            | 18. Jahrhundert                   | barocke Hofanlage, 18. Jahrhundert; Krüppelwalmdachbau, teilweise Fachwerk-Wohnhaus                          | Fotos hochladen                |
| Wohnhaus               | Queichtalstraße 10 Lage                           | erste Hälfte des 18. Jahrhunderts | eingeschossiges barockes Fachwerkwohnhaus, teilweise massiv, wohl aus der ersten Hälfte des 18. Jahrhunderts | Fotos hochladen                |
| Gasthaus Im Fronhof    | Queichtalstraße 40 Lage                           | um 1600                           | ehemaliger Zehnthof; Fachwerkhaus, teilweise massiv, um 1600                                                 | weitere Bilder Fotos hochladen |
| Protestantische Kirche | Queichtalstraße 42 Lage                           |                                   | ehemals St. Pirmin; im Kern wohl mittelalterlicher Saalbau, Umbau bezeichnet 1739                            | weitere Bilder Fotos hochladen |
| Queichtalbrücke        | nordöstlich des Ortes; Flur Auf der Hummelau Lage | 16. Jahrhundert                   | zweibogige Brücke aus rotem Sandstein und Wappensteinen, 16. Jahrhundert                                     | weitere Bilder Fotos hochladen |

## Sarnstall

### Denkmalzonen
| Bezeichnung                    | Lage                                                             | Baujahr                 | Beschreibung                                                                                             | Bild            |
| ------------------------------ | ---------------------------------------------------------------- | ----------------------- | --- | --------------- |
| Denkmalzone Pirmasenser-Straße | Am Bächel 8/10, Pirmasenser-Straße 33–47 (ungerade Nummern) Lage | 18. und 19. Jahrhundert | Gruppe giebelständiger Fachwerkwohnhäuser des 18. und 19. Jahrhunderts entlang der Hauptstraße des Ortes | Fotos hochladen |

### Einzeldenkmäler
| Bezeichnung | Lage                       | Baujahr                                       | Beschreibung                                                                                                | Bild            |
| ----------- | -------------------------- | --------------------------------------------- | --- | --------------- |
| Schulhaus   | Annweiler-Straße 8 Lage    | 1911                                          | ehemalige Schule, eingeschossige Baugruppe, Heimatstil, bezeichnet 1911 (Bild)                              | Fotos hochladen |
| Wohnhaus    | Pirmasenser-Straße 3 Lage  | 18. Jahrhundert                               | traufständiges barockes Fachwerkhaus, 18. Jahrhundert                                                       | Fotos hochladen |
| Hofanlage   | Pirmasenser-Straße 33 Lage | Ende des 18. oder Anfang des 19. Jahrhunderts | Hakenhof; eingeschossiges Fachwerkhaus, teilweise massiv, Ende des 18. oder Anfang des 19. Jahrhunderts     | Fotos hochladen |
| Wohnhaus    | Pirmasenser-Straße 37 Lage | erste Hälfte des 18. Jahrhunderts             | barockes Fachwerkhaus, teilweise massiv, wohl aus der ersten Hälfte des 18. Jahrhunderts                    | Fotos hochladen |
| Wohnhaus    | Pirmasenser-Straße 41 Lage | erste Hälfte des 18. Jahrhunderts             | kleines Wohnhaus, Fachwerkgiebel über massivem Erdgeschoss, wohl aus der ersten Hälfte des 18. Jahrhunderts | Fotos hochladen |
| Wohnhaus    | Pirmasenser-Straße 45 Lage | 1708                                          | barockes Fachwerkwohnhaus, teilweise massiv, bezeichnet 1708 und 1928 (Bild)                                | Fotos hochladen |
| Wohnhaus    | Pirmasenser Straße 47 Lage | 18. Jahrhundert                               | barockes Fachwerkwohnhaus, teilweise massiv, 18. Jahrhundert                                                | Fotos hochladen |